# 大府市立共和西小学校
大府市立共和西小学校（おおぶしりつきょうわにししょうがっこう）は、愛知県大府市にある市立小学校。

## 沿革
- 1979年（昭和54年）4月1日 - 開校。

## 通学区域
- 大府市[2]
  - 共和町（まち）炭焼、西流レ、子安、宮前、血洗、別岨、宮廻間、大廻間、壱ツ田、小仏、半ノ田、児子廻間、下入道、上入道、神戸、才田、油田、鴻ノ巣、大深田、荒池、奥谷、末広、木根、大松、末広前、上池田、下池田、上徳、久分、峠、新定納、茶屋
  - 共和町（ちょう）一丁目、四丁目、七丁目の全域および二丁目、五丁目の一部
  - 共西町一丁目、四丁目、五丁目の全域および二丁目、六丁目の一部

## 進学先中学校
- 大府市立大府北中学校

## 学区 / 校区内の主な施設
- 株式会社豊田自動織機 共和工場
- 愛三工業株式会社 本社・本社工場
- アイサンスポーツセンター
- 名張製作所
- 共和西児童老人福祉センター
- 共和山東光寺
- 共長公民館
- 木の山公民館
- 共和保育園
- 荒池保育園
- 円通寺(圓通寺)

## 交通アクセス
- JR東海道本線「共和駅」から徒歩約20分。
- ふれあいバス西コース「荒池」バス停から徒歩約8分。または同コース「共西町四丁目」バス停から徒歩約7分。
- 名古屋市営バス緑巡回系統「大高町大根山」バス停から徒歩約23分。
- 伊勢湾岸自動車道「大府インターチェンジ」から車で約5分。
- 知多半島道路「大府西インターチェンジ」より車で約5分。
- 名四バイパス(名四国道/国道23号線)「名古屋南インターチェンジ」より車で約10分。